# Gerold Holzer
Gerold Holzer (* 17. Dezember 1957 in Klagenfurt) ist ein österreichischer Orthopäde und Hochschullehrer.

## Leben und Wirken
Nach dem Besuch des Zweiten Bundesgymnasiums in Klagenfurt studierte er an der Universität Wien Medizin und promovierte 1986. Ab 1987 begann er seine Ausbildung zum praktischen Arzt und später zum Facharzt für Orthopädie und orthopädische Chirurgie an der Universitätsklinik für Orthopädie der Universität Wien – Allgemeines Krankenhaus, wo er auch noch heute tätig ist.
1995 war er Gastprofessor an der Universitätsklinik für Orthopädische Chirurgie der Yamagata University in Japan. 1997 erhielt er ein Stipendium der „Max Kade Foundation“ in New York und verbrachte 1997 bis 1998 als Forschungsprofessor an der Universitätsklinik für Orthopädische Chirurgie und am Orthopädischen Forschungslabor der Mount Sinai School of Medicine in New York, USA. 1997 wurde Dr. Holzer in den „Board of National Societies“ der „European Foundation for Osteoporosis“ und später der „International Osteoporosis Foundation“ gewählt. Seit 2002 bis heute ist er Mitglied des „International Osteoporosis Foundation European Union Consultation Panel“.
2002 habilitierte er in Orthopädie an der Universität Wien und wurde außerordentlicher Universitätsprofessor. Zwischen 1999 und 2006 war er einige Male Gastprofessor an der Universitätsklinik für Orthopädie an der Boston University School of Medicine in Boston, USA und an der Chinese University in Hongkong. Während der österreichischen EU-Präsidentschaft 2006 war er Konsulent des österreichischen Bundesministeriums für Gesundheit und Frauen, um eine Council Conclusion der EU-Kommission zu „Osteoporose“ vorzubereiten.
Seit 2010 organisiert er regelmäßig Ausbildungsseminare zu „Osteoporose“ für die „Österreichische Gesellschaft für Orthopädie und orthopädische Chirurgie“. Im Jahr 2015 hat sich Holzer im Projekt "Krieg =daDa" von ARBOS – Gesellschaft für Musik und Theater auch mit Kriegsverbrechen und Kriegsinvalidität auseinandergesetzt und hat sich in seinem Referat vom Standpunkt des Orthopäden im Besonderen auch Kriegsverletzungen und den damit verbundenen medizinischen Maßnahmen beschäftigt, die wie im Fall des Pianisten Paul Wittgenstein bis zur Amputation der rechten Hand geführt haben.
Holzer ist heute Oberarzt für Orthopädie am Allgemeinen Krankenhaus Wien und außerordentlicher Universitätsprofessor für Orthopädie an der Medizinischen Universität Wien. Sein klinischer sowie wissenschaftlicher Schwerpunkt ist die Osteoporose.
Holzer war zwischen 1975 und 1977 fünffacher österreichischer Staatsmeister im Schwimmen.

## Auszeichnungen
2009 wurde er als „Forscher des Monats“ an der Medizinischen Universität Wien ausgezeichnet.
2010 wurde er Ehrenmitglied der "Slowakischen Gesellschaft für Osteologie".
2012 wurde er in das internationale Expertengremium des „Singapore National Medical Research Council“ gewählt.

## Publikationen (Auswahl)
Holzer hat bisher (Stand 2015) an etwa 80 wissenschaftlichen Publikationen mitgewirkt. Des Weiteren hält Holzer zwei Patente.
- G. Holzer, G. von Skrbensky, L. A. Holzer, W. Pichl: Hip fractures and the contribution of cortical versus trabecular bone to femoral neck strength. In: J Bone Miner Res. Band 24, 2009, S. 468–474, doi:10.1359/jbmr.081108 (englisch).
- P. Peichl, L. A. Holzer, R. Maier, G. Holzer: Parathyroid hormone 1-84 accelerates fracture-healing in pubic bones of elderly osteoporotic women. In: J Bone Joint Surg Am. Band 93, Nr. 17, 2012, S. 1583–1587, doi:10.2106/JBJS.J.01379 (englisch).

| Personendaten    | Personendaten              |
| ---------------- | -------------------------- |
| NAME             | Holzer, Gerold             |
| KURZBESCHREIBUNG | österreichischer Orthopäde |
| GEBURTSDATUM     | 17. Dezember 1957          |
| GEBURTSORT       | Klagenfurt                 |